# Bold & Delicious/Pride
Bold & Delicious/Pride è il trentottesimo singolo della cantante giapponese Ayumi Hamasaki, pubblicato il 30 novembre 2005. Il brano Bold & Delicious è stato originariamente composto dal produttore musicale Roberto "Geo" Rosan per il gruppo pop di Los Angeles Sweetbox, che aveva ottenuto popolarità in Europa ed Asia fra la fine degli anni novanta ed i duemila. Fan del gruppo, la Hamasaki ha quindi ricevuto il permesso da Geo di utilizzare un paio delle sue composizione per il gruppo per il proprio album (miss)understood, aggiungendo a questi brani i propri testi. La composizione originale è stata successivamente registrata dal gruppo in occasione dell'album Addicted, pubblicato in Giappone nel marzo 2006.

## Tracce
CD singolo
CD
1. Bold & Delicious (Ayumi Hamasaki, GEO of SWEETBOX)
2. Pride (Ayumi Hamasaki, GEO of SWEETBOX)
3. Heaven (House Mix) – 6:15
4. Will (Wall5 Remix)
5. Bold & Delicious (Instrumental) – 4:40
6. Pride (Instrumental) – 4:10

DVD
1. Bold & Delicious (PV)
2. Pride (PV)

## Classifiche
| Classifica (2005)           | Posizione più alta |
| --------------------------- | ------------------ |
| Oricon Weekly Singles Chart | 1                  |